# Eristalis marginata
Eristalis marginata är en tvåvingeart som beskrevs av Meijere 1916. Eristalis marginata ingår i släktet slamflugor, och familjen blomflugor. Inga underarter finns listade i Catalogue of Life.